# Darrell Bevell
Darrell Bevell (Yuma, 6 gennaio 1970) è un allenatore di football americano statunitense che attualmente allena i quarterback dei Miami Dolphins della National Football League (NFL).

## Carriera da allenatore
Nel 2000, Bevell fu assunto dai Green Bay Packers come assistente dell'attacco. Nel 2003 fu promosso ad allenatore dei quarterback, dove lavorò con Brett Favre. Nel 2006 passò ai Minnesota Vikings come coordinatore offensivo. Nel 2009, Bevell si riunì con Brett Favre, ma questa volta come coordinatore offensivo, con il compito di scegliere le chiamate offensive. Quell'anno la squadra ebbe un record di 12-4 e raggiunse la finale della NFC, persa contro i New Orleans Saints.
Il 6 febbraio 2011, Bevell fu assunto come coordinatore offensivo dei Seattle Seahawks dell'allenatore Pete Carroll. Nel 2012, con l'arrivo del quarterback Russell Wilson, la squadra tornò ai playoff con un record di 11-5. La stagione successiva vinse la NFC West e il 2 febbraio 2014, nel Super Bowl XLVIII contro i Denver Broncos, Seattle dominò dall'inizio alla fine della gara, vincendo per 43-8, conquistando il primo titolo della sua storia.
Bevell fu licenziato dai Seahawks il 10 gennaio 2018.

## Palmarès
- Super Bowl : 1

Seattle Seahawks: Super Bowl XLVIII (come coordinatore offensivo)
- National Football Conference Championship: 2

Seattle Seahawks: 2013, 2014 (come coordinatore offensivo)